# Rathaus (Bunzlau)

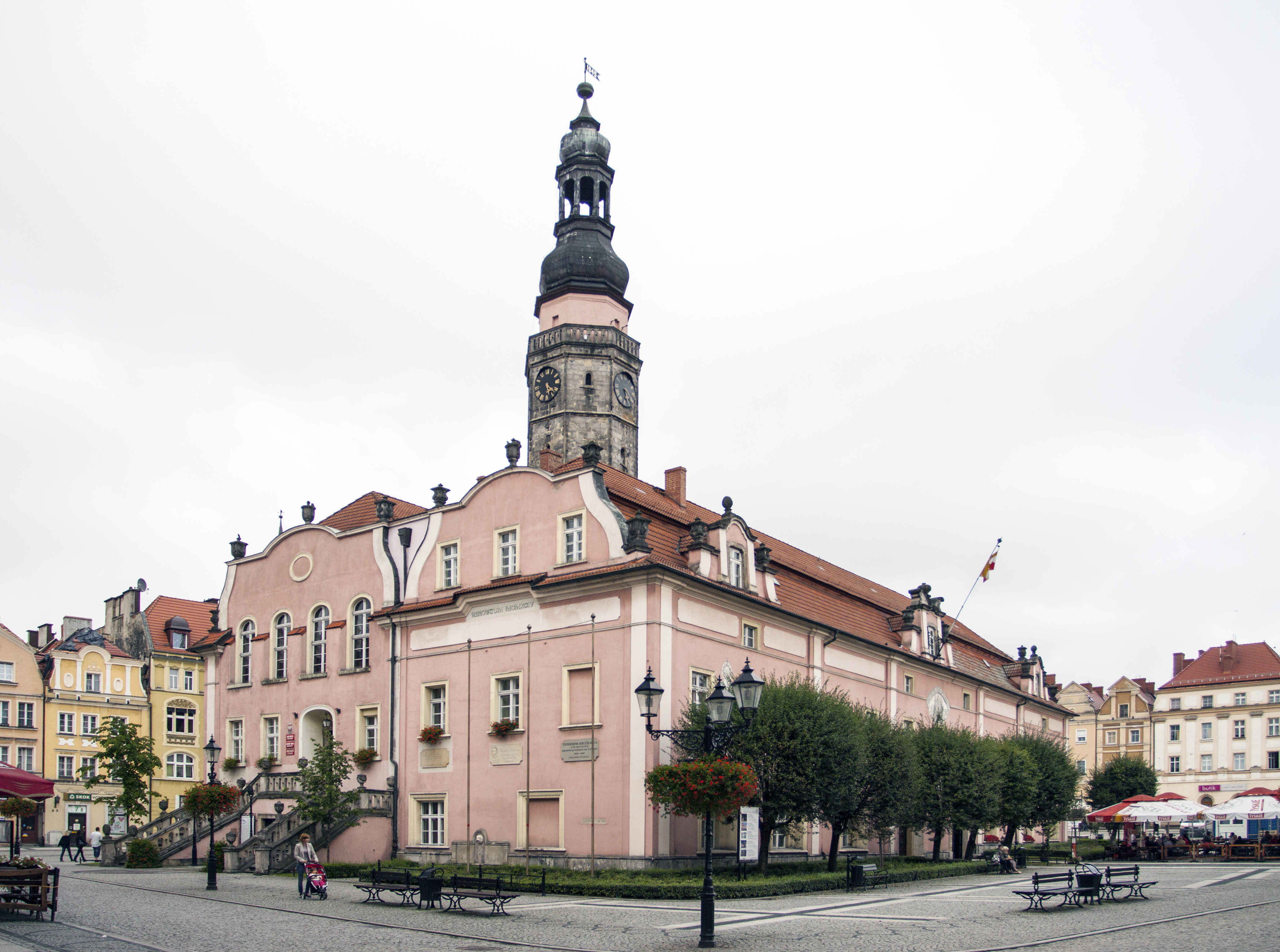
Rathaus in Bunzlau

Das Rathaus in Bunzlau (polnisch Bolesławiec), einer polnischen Stadt in der Woiwodschaft Niederschlesien, wurde im 15. Jahrhundert errichtet.
Das Rathaus, das als Kulturdenkmal geschützt ist, stammt aus der Zeit der Stadterhebung und dem planmäßigen Wiederaufbau. Die ältesten Elemente bilden gotische Portale. Nach der Zerstörung durch die Hussiten 1429 wurde der Görlitzer Stadtbaumeister Wendel Roskopf mit dem Wiederaufbau beauftragt, der 1535 im Stil der Spätgotik bzw. Renaissance vollendet wurde. Aus dieser Zeit blieb der Rathausturm sowie das spätgotische Rathausgewölbe mit zwei Renaissanceportalen erhalten. Durch weitere Umbauten, zuletzt im Jahr 1776, erhielt der Rathausbau seine heutige Gestalt.
Im Norden ist die dreistöckige Ratswaage von 1525–35 mit einem Erker, und einem durch Sgraffito gebildeten Muster, diese wurden 2000 rekonstruiert. Bemerkenswert am Rathaus sind drei Renaissanceportale. Diese ließ der damalige Konservator Hans Lutsch Ende des 19. Jahrhunderts von abgebrochenen Bürgerhäusern am Ring hierher versetzen.

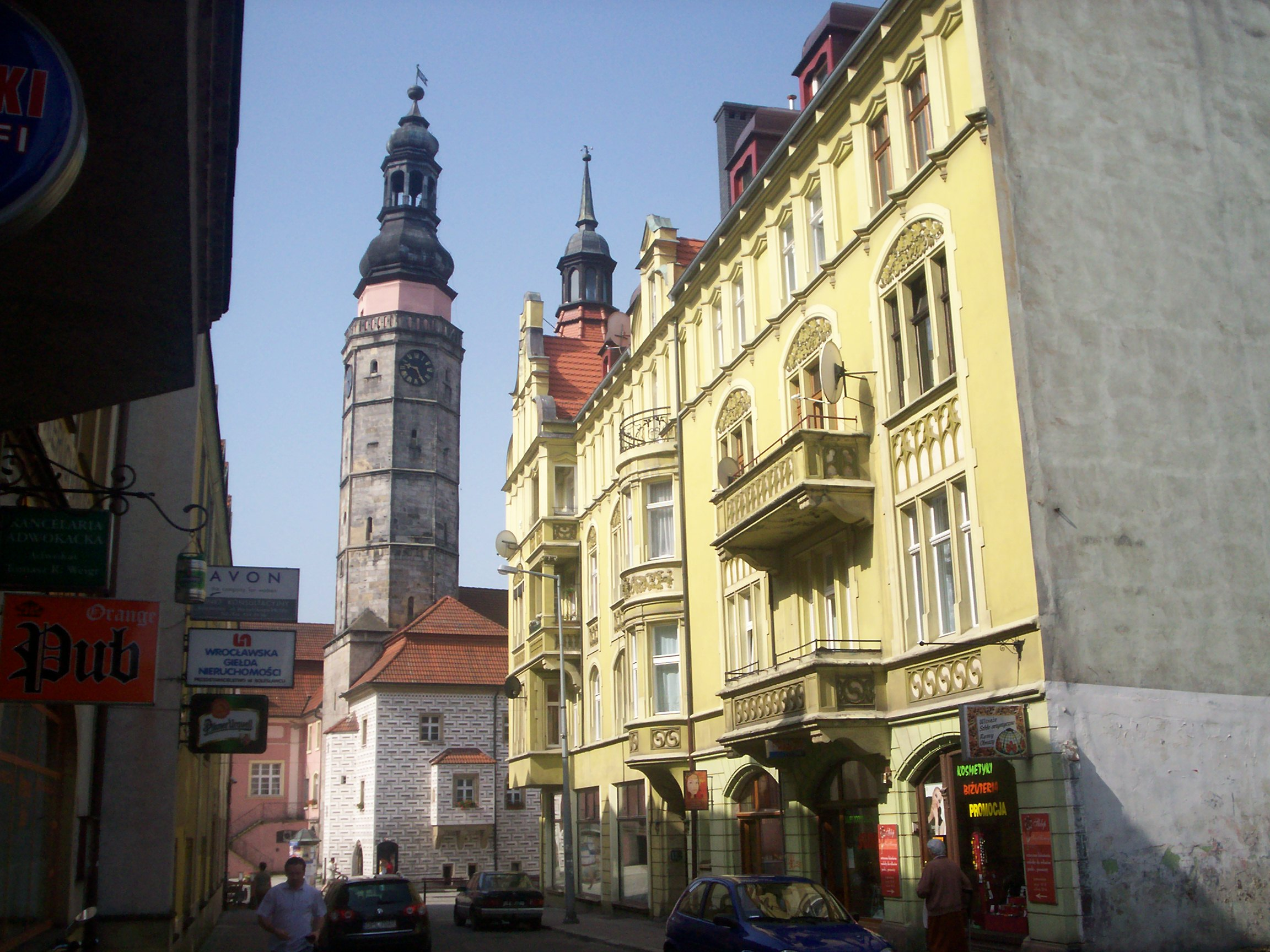
Blick von Norden auf die Ratswaage
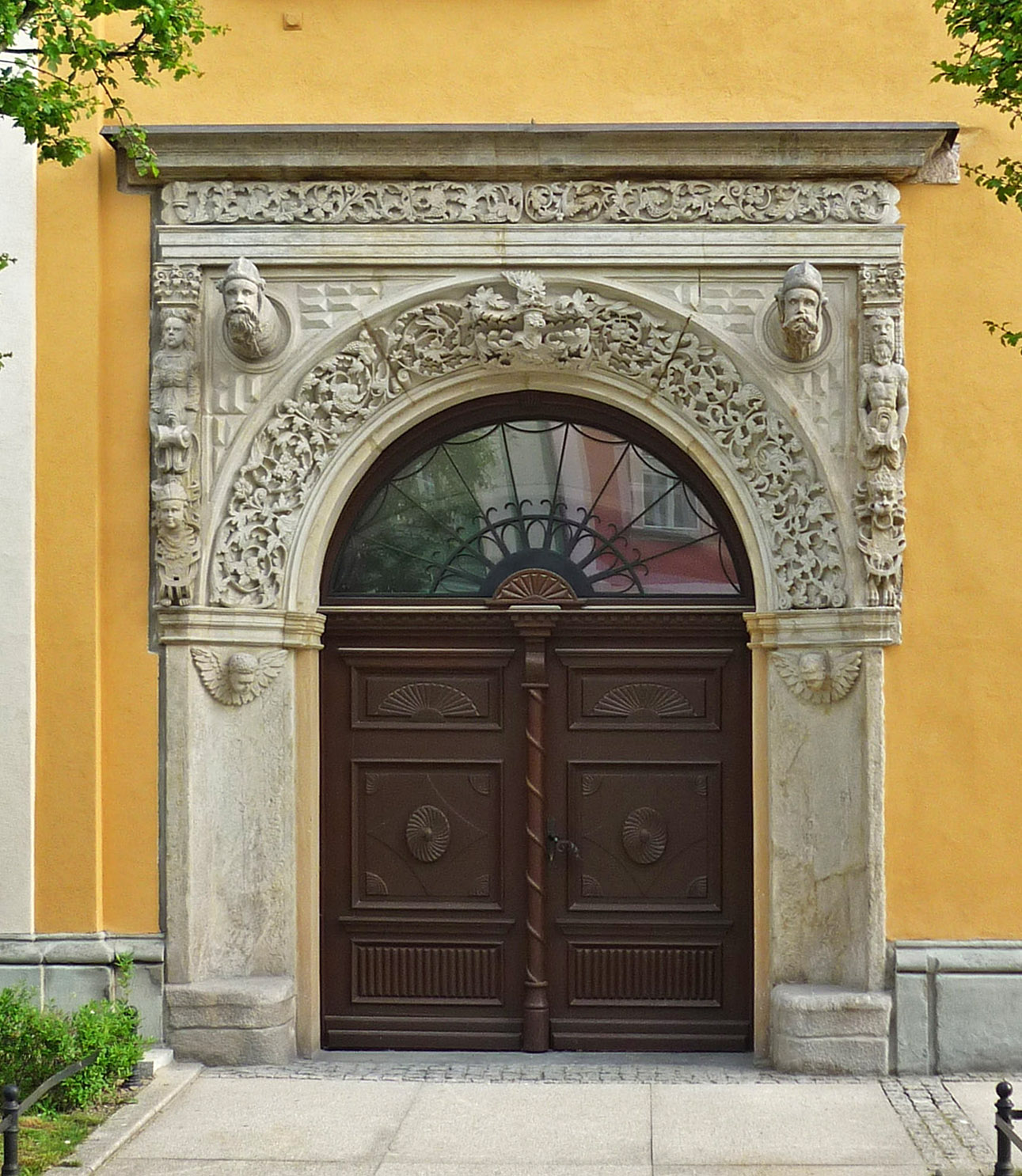
Das Portal eines früheren Ringhauses, heute am Rathaus
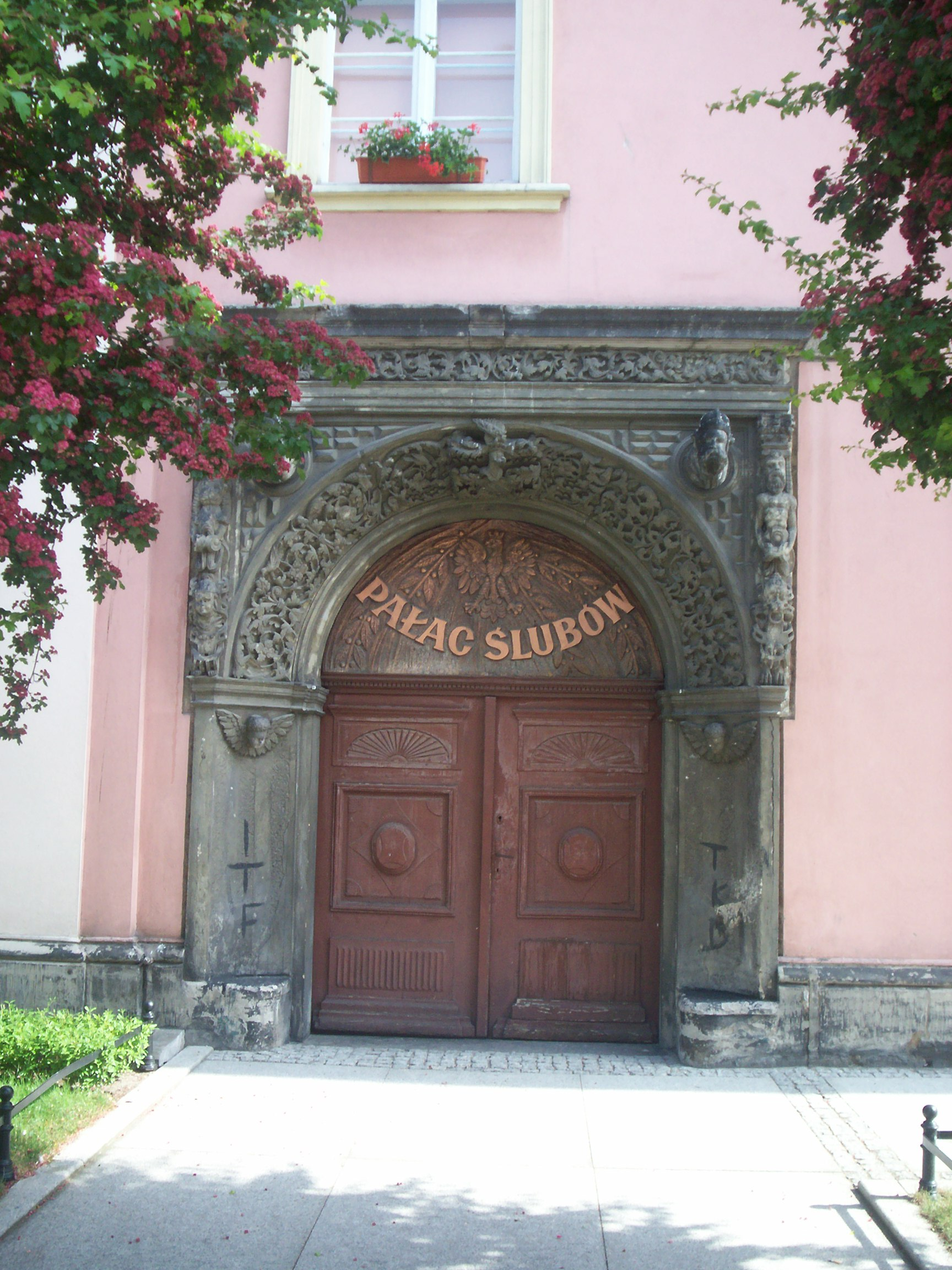
Das Portal eines früheren Ringhauses